# Piotr Śrobski
Piotr Śrobski herbu Sulima – wojski dobrzyński w latach 1567–1582.
15 grudnia 1575 roku podpisał elekcję Stefana Batorego i Anny Jagiellonki.